# Phong trào phản chiến trong Chiến tranh Việt Nam

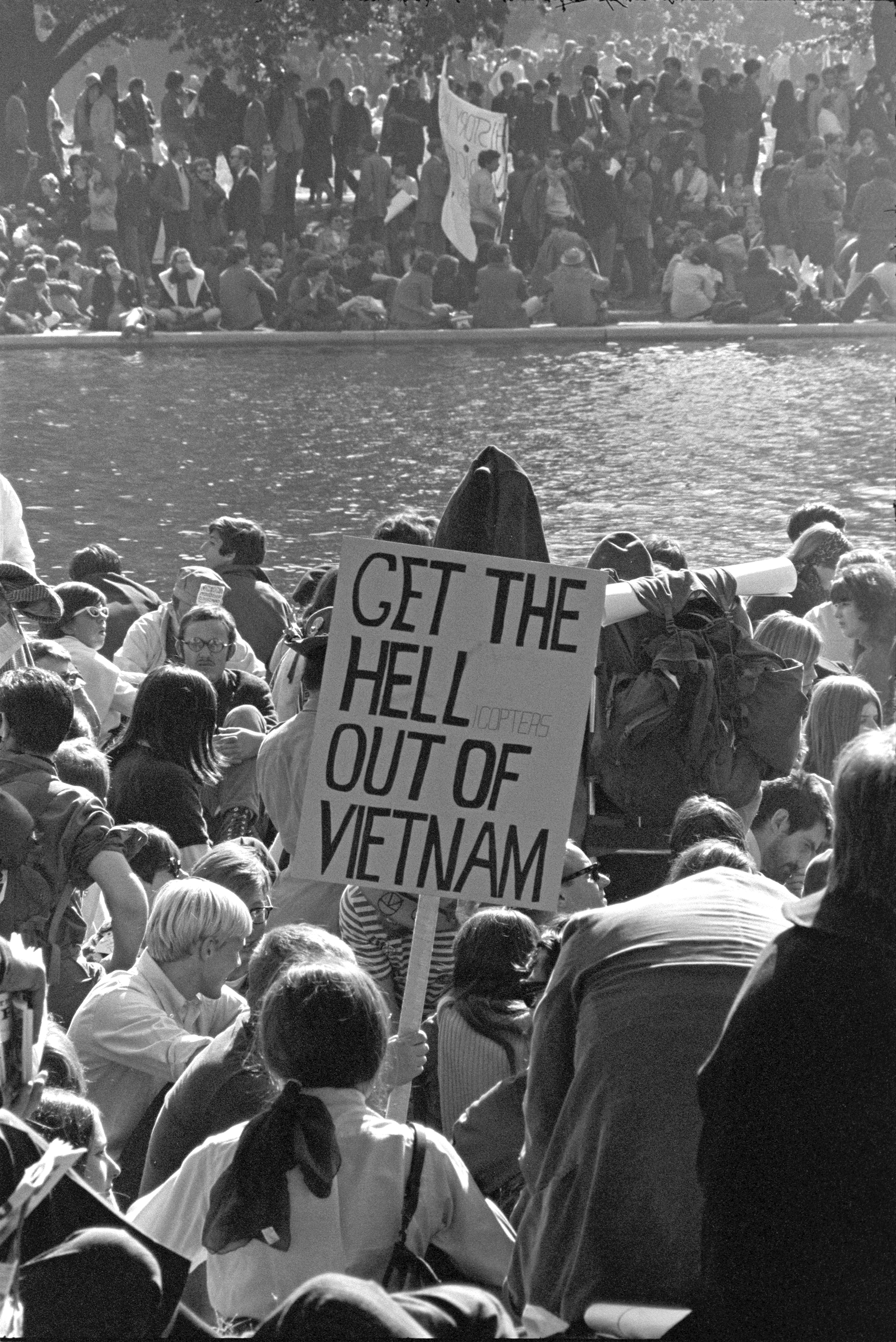
Những người biểu tình trong Chiến tranh Việt Nam tuần hành tại Lầu năm góc ở Washington, D.C. vào ngày 21 tháng 10 năm 1967.

Phong trào phản chiến trong Chiến tranh Việt Nam là các phong trào phản đối sự can thiệp của Hoa Kỳ vào Việt Nam. Phong trào diễn ra tại Việt Nam, Mỹ, Liên Xô và nhiều nước trên thế giới, bắt đầu vào năm 1964. Nhiều cuộc biểu tình tại Mỹ đã bị đàn áp bằng bạo lực.
Tại Mỹ, khi chiến tranh Việt Nam tiếp tục leo thang, sự mất trật tự công cộng đã tăng lên và nhiều nhóm khác nhau được hình thành hoặc tham gia vào phong trào này. Các cuộc biểu tình đã thừa hưởng thanh thế từ phong trào Dân quyền, vốn tổ chức để phản đối luật phân biệt chủng tộc. Phong trào Dân quyền đã xây dựng 1 nền tảng lý thuyết, cơ sở để phát triển phong trào chống chiến tranh.
Các cuộc biểu tình được hâm nóng bởi sự mọc lên của nhiều tờ báo độc lập (còn được gọi là "báo chui") và các lễ hội, chương trình văn nghệ như Woodstock và Grateful Dead, đã thu hút những người trẻ trong việc tìm kiếm sự đoàn kết của những người cùng thế hệ.
Phong trào này đã báo cáo và giúp định hình cuộc tranh luận gay gắt và phân cực, chủ yếu ở Hoa Kỳ, trong nửa cuối thập niên 1960 và đầu thập niên 1970 về cách chấm dứt chiến tranh.

## Phong trào dân quyền
Nhà hoạt động dân quyền nổi tiếng người Mỹ gốc Phi Martin Luther King đã có bài phát biểu phản đối Chiến tranh Việt Nam với tiêu đề “Hơn cả Việt Nam” (Beyond Vietnam) vào tháng 4 năm 1967, ông tuyên bố mình phát biểu “với tư cách một người anh em của những người Việt Nam”. Chiến tranh đã ảnh hưởng nghiêm trọng đến cuộc sống của những người Mỹ da màu, để có tiền chi phí cho chiến tranh, chính phủ Mỹ cắt giảm nhiều biện pháp cải thiện đời sống cho người nghèo (đa số là người da màu). Bài phát biểu có những đoạn:
...tôi thấy chiến tranh Việt Nam là một cuộc chiến phi lý và vô ích. Tôi trình bày với quý vị về chiến tranh Việt Nam vì lương tâm của tôi không cho tôi chọn con đường khác... Đây là lúc mà yên lặng là đồng lõa với tội ác
Chúng ta ủng hộ Diệm, một trong những nhà độc tài xấu xa nhất, người do chúng ta chọn lựa... Khi Diệm bị lật đổ, lẽ ra họ có thể sống hạnh phúc, nhưng... chúng ta gửi thêm quân lính sang để ủng hộ những chính phủ thối nát một cách kinh dị, lạc lõng, không được dân chúng ủng hộ... Người dân miền Nam chết dần dưới bom đạn của chúng ta và xem chúng ta như kẻ thù đích thực của họ... Chúng ta buộc họ phải rời khỏi xóm làng của cha ông họ để bị dồn vào những trại tập trung... Cho đến nay, chúng ta có thể đã giết chết một triệu người Việt Nam, phần lớn là trẻ em
Thanh niên da màu bị gửi đi xa 8.000 dặm để bảo vệ tự do cho Đông Nam Á, cái tự do mà họ không tìm thấy ở Tây Nam Georgia hay ở Đông Harlem... Con người là huynh đệ. Con người được sinh ra bình đẳng. Tất cả mọi người đều có quyền... Đừng để bất cứ ai làm quý vị nghĩ rằng Thượng đế chọn nước Mỹ là nước phân giải, một Đấng cứu rỗi, một loại cảnh sát thế giới. Thượng đế đứng trước các quốc gia với sự công bằng...
Chúng ta phải thừa nhận rằng chúng ta đã sai lầm ngay từ đầu với cuộc phiêu lưu của chúng ta ở Việt Nam, rằng chúng ta đã gây tổn hại cho cuộc sống của nhân dân Việt Nam. Để chuộc lại những sai lầm này, chúng ta phải chủ động chấm dứt cuộc chiến tranh bi thảm này...

## Sinh viên

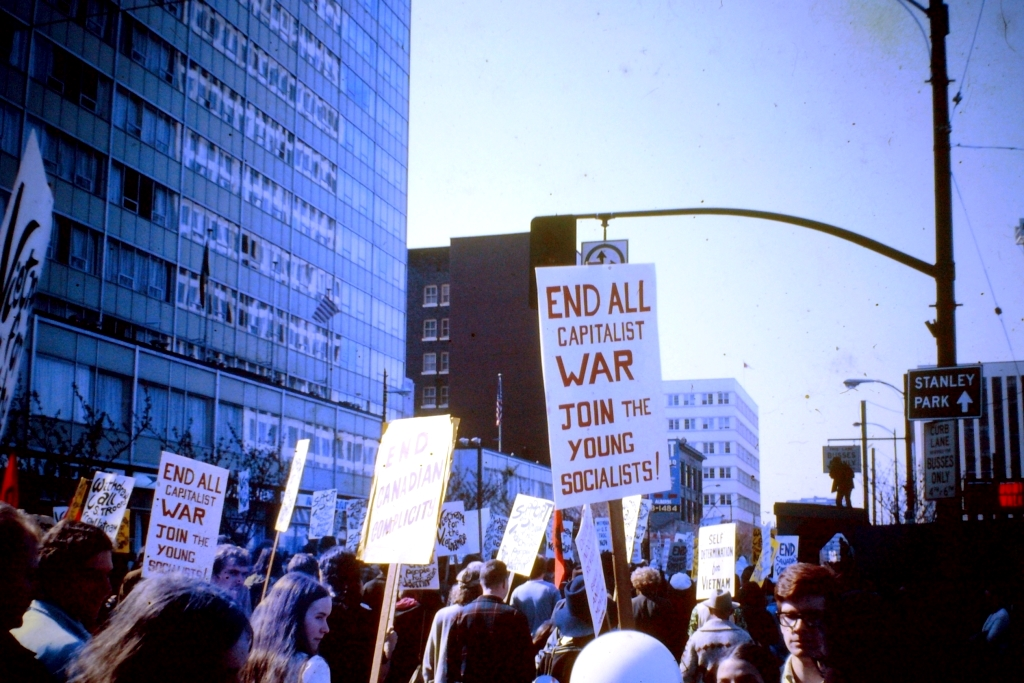
Biểu tình chống chiến tranh Việt Nam. Vancouver, Canada (1968)

Trong những năm 1960, có rất nhiều bất ổn về công việc trong các trường đại học khi sinh viên ngày càng tham gia Phong trào Quyền Công dân, Chủ nghĩa Feminist Thứ hai và Phong trào chống chiến tranh. Doug McAdam giải thích thành công của việc vận động quần chúng các tình nguyện viên cho Tự do Mùa Hè về "Tính sẵn có của Tiểu sử", nơi các cá nhân phải có một mức độ tự do về kinh tế, xã hội và tâm lý để có thể tham gia vào các phong trào xã hội quy mô lớn. Giải thích này cũng có thể được áp dụng cho Phong trào Chiến tranh vì nó xảy ra cùng thời gian và cùng các yếu tố tiểu sử được áp dụng cho những người biểu tình chống chiến tranh ở đại học.
Năm 2007, David Meyers cũng giải thích làm thế nào khái niệm về hiệu quả cá nhân ảnh hưởng đến việc vận động quần chúng. Ví dụ, theo luận án của Meyers, xem xét rằng sự giàu có của Hoa Kỳ tăng mạnh sau Thế chiến 2. Vào thời điểm này, Mỹ là một siêu cường và có được sự giàu có tuyệt vời sau 30 năm trầm cảm, chiến tranh và hy sinh. Benjamin T. Harrison (2000) lập luận rằng sự giàu có sau Thế chiến II đã tạo ra giai đoạn cho thế hệ phản kháng trong những năm 1960. Luận điểm trung tâm của ông là Chiến tranh Thế giới và Đại khủng hoảng đã tạo ra 1thế hệ "'từ chối tuân thủ các giá trị chính thống của Hoa Kỳ dẫn tới sự xuất hiện của người Hippies và sự đối kháng.
Phong trào chống chiến tranh đã trở thành một phần của phong trào phản kháng lớn hơn so với các giá trị và thái độ Mỹ truyền thống. Meyers (2007) đã bác bỏ tuyên bố này trong lập luận của mình rằng "đặc quyền tương đối thích thú với giáo dục và khẳng định rằng họ có thể tin tưởng rằng họ có thể tạo ra sự khác biệt." Do các yếu tố hiện tại về sự giàu có, sự sẵn có tiểu sử (được định nghĩa trong các lĩnh vực xã hội học của chủ nghĩa hoạt động như việc thiếu các hạn chế về các mối quan hệ xã hội có thể làm gia tăng hậu quả của việc tham gia vào một phong trào xã hội) quận, hoạt động chính trị gia tăng đáng kể trong các trường đại học.
Số tuyển sinh đại học đạt 9 triệu vào cuối những năm 1960. Các trường cao đẳng và đại học ở Hoa Kỳ có nhiều sinh viên hơn bao giờ hết, và các trường này thường cố gắng hạn chế hành vi của học sinh để duy trì trật tự trong các trường. Để chống lại điều này, nhiều sinh viên đại học trở nên tích cực trong các nguyên nhân thúc đẩy tự do ngôn luận, đầu vào của sinh viên trong chương trình giảng dạy, và chấm dứt những hạn chế xã hội cổ xưa. Sinh viên tham gia phong trào chống chiến tranh bởi vì họ không muốn chiến đấu trong một cuộc chiến tranh ở nước ngoài mà họ tin rằng không quan tâm đến họ hoặc vì họ đã phản đối về mặt đạo đức đối với tất cả chiến tranh. Những người khác không thích chiến tranh vì nó chuyển hướng kinh phí và sự chú ý ra khỏi các vấn đề trong sự phát triển Trí tuệ của Hoa Kỳ và đạt được một quan điểm tự do trong trường đại học khiến nhiều học sinh trở nên tích cực trong phong trào chống chiến tranh. Một nét hấp dẫn khác của phong trào phản đối là sự kiện đó là một sự kiện xã hội phổ biến. Như một sinh viên cho biết, những cuộc biểu tình chống chiến tranh là những nơi "được đặt, lên cao, và lắng nghe một số tảng đá lớn".
Hầu hết các tổ chức chống lại sinh viên đều có cơ sở hoặc tại trường vì họ dễ dàng tổ chức và tham gia hơn các nhóm quốc gia. Các cuộc biểu tình chống chiến tranh phổ biến cho các sinh viên đại học đã cố gắng cắt đứt mối quan hệ giữa máy chiến tranh và các trường đại học thông qua việc đốt cháy các lá thư dự thảo, phản đối các trường đại học nâng cấp các bản thảo và phản đối các hội chợ việc làm về quân đội và công nghệ Dow Chemical trong khuôn viên . Từ 1969-1970, những người phản đối học sinh đã tấn công 197 tòa nhà của ROTC tại các trường đại học. Các cuộc biểu tình đã tăng lên sau vụ bắn súng của tiểu bang Kent, củng cố ngày càng nhiều sinh viên.
Mặc dù các phương tiện truyền thông thường miêu tả phong trào chống lại học sinh hiếu chiến và phổ biến rộng rãi, chỉ có 10% trong số 2500 trường cao đẳng Hoa Kỳ đã có những cuộc biểu tình bạo lực trong suốt những năm chiến tranh ở Việt Nam. Vào đầu những năm 1970, hầu hết các phong trào phản kháng của sinh viên đã chết vì cuộc tổng tấn công của Tổng thống Nixon, cuộc suy thoái kinh tế và sự vỡ mộng với sự bất lực của phong trào chống chiến tranh.

## Nghệ sĩ

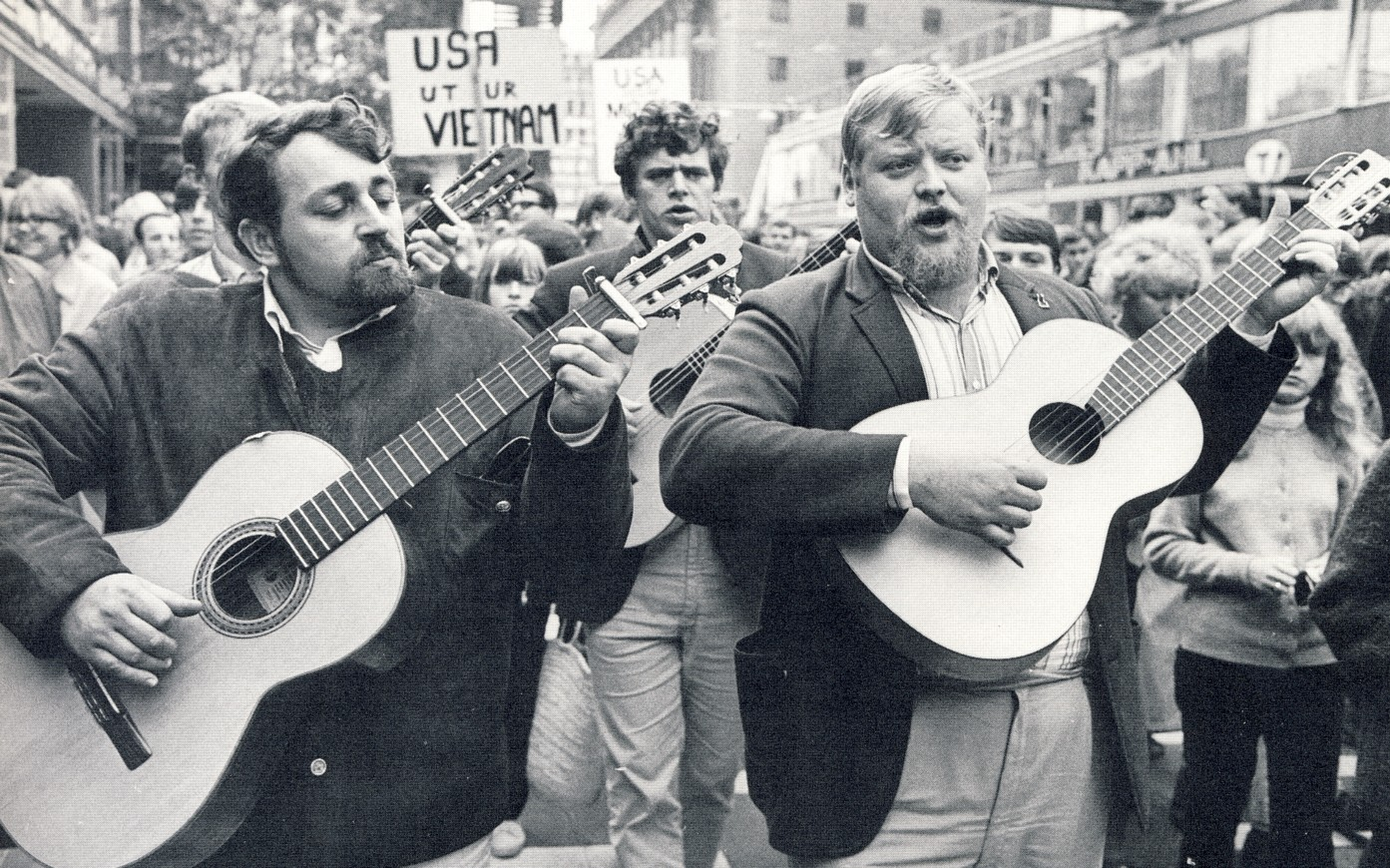
Cornelis Vreeswijk, Fred kerström, Gösta Cervin trong một cuộc tuần hành phản đối chiến tranh Việt Nam tại Stockholm, 1965

Nhiều nghệ sĩ trong những năm 1960 và 1970 phản đối chiến tranh và sử dụng sự sáng tạo và sự nghiệp của họ để phản đối rõ ràng cuộc chiến. Các nhà văn và nhà thơ chống lại sự tham gia của chiến tranh bao gồm Allen Ginsberg, Denise Levertov, Robert Duncan và Robert Bly. Các tác phẩm của họ thường kết hợp hình ảnh dựa trên các sự kiện bi thảm của chiến tranh cũng như sự chênh lệch giữa cuộc sống ở Việt Nam và cuộc sống ở Hoa Kỳ.
Các nghệ sỹ thị giác Ronald Haeberle, Peter Saul và Nancy Spero, trong số những thứ khác, sử dụng thiết bị chiến tranh, như súng và máy bay trực thăng, trong các tác phẩm của họ trong khi kết hợp các nhân vật chính trị và chiến tranh quan trọng, miêu tả chính xác quốc gia chịu trách nhiệm về bạo lực. Các nhà làm phim như Lenny Lipton, Jerry Abrams, Peter Gessner, và David Ringo đã tạo ra các bộ phim tài liệu có các cảnh quay thực tế từ cuộc chiến tranh chống chiến tranh nhằm nâng cao nhận thức về chiến tranh và phong trào đối lập đa dạng. Các nhà viết kịch như Frank O'Hara, Sam Shepard, Robert Lowell, Megan Terry, Grant Duay và Kenneth Bernard sử dụng sân khấu như một phương tiện để miêu tả suy nghĩ của họ về Chiến tranh Việt Nam, thường xuyên châm biếm vai trò của Mỹ trên thế giới và đặt cạnh nhau những hậu quả khủng khiếp của chiến tranh với những cảnh bình thường của cuộc sống. Bất kể những nghệ sĩ trung bình, chống chiến tranh đều trải rộng từ những kẻ hòa bình đến những gốc tự do bạo lực và khiến cho người Mỹ suy nghĩ nhiều hơn về cuộc chiến.
Nghệ thuật như phe đối lập chiến tranh khá phổ biến trong những năm đầu của chiến tranh, nhưng nhanh chóng biến mất vì hoạt động chính trị trở thành cách phổ biến và dễ thấy nhất của cuộc chiến.

## Phụ nữ
Phụ nữ là một bộ phận lớn của phong trào chống chiến tranh, mặc dù họ đôi khi bị xuống hạng thứ hai trong các tổ chức hoặc phải đối mặt với chủ nghĩa tình dục trong các nhóm đối lập. Một số lãnh đạo của các nhóm chống chiến tranh xem phụ nữ như các đối tượng quan hệ tình dục hoặc thư ký, các nhà tư tưởng không thực tế những người có thể đóng góp tích cực và hữu hình với các mục tiêu của nhóm, hoặc tin rằng phụ nữ có thể không thật sự hiểu và tham gia phong trào phản chiến vì họ không bị ảnh hưởng bởi bản thảo. Phụ nữ tham gia vào các nhóm đối lập không thích chủ nghĩa lãng mạn của bạo lực của cả chiến tranh và phong trào chống chiến tranh phổ biến giữa những người biểu tình chống chiến tranh nam.
Bất chấp sự bất bình đẳng, việc tham gia vào các nhóm chống chiến tranh đã cho phép phụ nữ có được kinh nghiệm trong việc tổ chức các cuộc biểu tình và đưa ra những lời hùng biện chiến lược hiệu quả. Những kỹ năng mới này kết hợp với sự không thích của họ về chủ nghĩa tính dục trong phong trào phản đối khiến nhiều phụ nữ phải tách ra khỏi phong trào chống chiến tranh chủ đạo và tạo ra hoặc gia nhập các nhóm chống lại phụ nữ, như là Mẹ cho Hòa bình, Liên đoàn Quốc tế vì hòa bình và Tự do của phụ nữ (WILPF) và Phụ nữ Hòa bình (WSP), còn được gọi là Women For Peace. Nữ quân nhân phục vụ tại Việt Nam tham gia phong trào chống chiến tranh, chủ nghĩa phân biệt chủng tộc và bộ máy quan liêu quân sự được thành lập bằng cách viết bài cho các tờ báo chống chiến tranh và chống ma túy.
Các bà mẹ và các thế hệ lớn tuổi của phụ nữ tham gia phong trào phản kháng, như những người ủng hộ hoà bình và người dân phản đối những ảnh hưởng của chiến tranh và dự thảo về thế hệ thanh niên. Những phụ nữ này nhìn thấy dự thảo là một trong những phần không thích nhất của máy chiến tranh và đã tìm cách làm suy yếu bản thân chiến tranh thông qua việc phá hoại dự thảo.
WILPF và WSP thường tổ chức các trung tâm tư vấn dự thảo miễn phí để đưa cho thanh niên những phương pháp hợp pháp và bất hợp pháp để phản đối dự thảo. Các thành viên của WSP đã xuất hiện tại Nhà Trắng mỗi Chủ nhật trong 8 năm từ 11 đến 1 cho một buổi cầu nguyện hòa bình. Những nhóm chống lại phụ nữ như vậy thường dựa vào chủ nghĩa nữ tính, hình ảnh phụ nữ là người chăm sóc ôn hòa của thế giới, thể hiện và hoàn thành mục đích của họ. Chính phủ thường thấy phụ nữ trung niên tham gia vào các tổ chức như các thành viên nguy hiểm nhất của phong trào phản đối vì họ là những công dân bình thường huy động một cách nhanh chóng và hiệu quả.
Nhiều phụ nữ ở Hoa Kỳ đồng tình với thường dân Việt Nam bị ảnh hưởng bởi chiến tranh và tham gia phong trào phản kháng. Họ đã phản đối việc sử dụng napan, một loại vũ khí thạch cao dễ cháy được tạo ra bởi Công ty Hóa chất Dow và được sử dụng làm vũ khí trong chiến tranh, bằng cách tẩy chay Saran Wrap, một sản phẩm khác của công ty.
Đối mặt với nạn phân biệt chủng tộc đôi khi được tìm thấy trong phong trào chống chiến tranh, và phong trào dân quyền, một số phụ nữ đã tạo ra các tổ chức riêng để thiết lập sự bình đẳng thật sự của giới tính. Trong phong trào chống chiến tranh, phụ nữ trẻ muốn thay đổi triệt để hơn và giảm sự chấp nhận vai trò giới tính xã hội so với các nhà hoạt động nữ cao tuổi Nhà hoạt động nữ quyền trong phong trào phản chiến là tiền đề dẫn tới sự hình thành của Phong trào giải phóng phụ nữ thành lập bình đẳng thật sự cho phụ nữ Mỹ trong tất cả các khía cạnh của cuộc sống.

## Dư luận
Số người ủng hộ cuộc chiến đã giảm dần khi cuộc chiến diễn ra trong suốt những năm 1960 và đầu thập niên 1970.
William L. Lunch và Peter W. Sperlich đã sưu tầm ý kiến công chúng để xem thử mức độ ủng hộ cuộc chiến từ năm 1965-1971. Những người tham gia cuộc trưng cầu ý kiến được hỏi: "In view of developments since we entered the fighting in Vietnam, do you think the U.S. made a mistake sending troops to fight in Vietnam?" ("Theo như sự leo thang từ khi chúng ta tham chiến ở Việt Nam, bạn có nghĩ nước Mỹ đã phạm sai lầm khi gửi quân đến Việt Nam?"). Họ đã ghi lại kết quả sau:
| Tháng   | Tỉ lệ người ủng hộ cuộc chiến |
| ------- | ----------------------------- |
| 8/1965  | 52%                           |
| 3/1966  | 59%                           |
| 5/1966  | 49%                           |
| 9/1966  | 48%                           |
| 11/1966 | 51%                           |
| 2/1967  | 52%                           |
| 5/1967  | 50%                           |
| 7/1967  | 48%                           |
| 10/1967 | 44%                           |
| 12/1967 | 48%                           |
| 2/1968  | 42%                           |
| 3/1968  | 41%                           |
| 4/1968  | 40%                           |
| 8/1968  | 35%                           |
| 11/1968 | 37%                           |
| 2/1969  | 39%                           |
| 10/1969 | 32%                           |
| 1/1970  | 33%                           |
| 4/1970  | 34%                           |
| 5/1970  | 36%                           |
| 1/1971  | 31%                           |
| 5/1971  | 28%                           |

Bức trướng của Tổng Công đoàn ngành in Nhật Bản ủng hộ Việt Nam chống đế quốc Mỹ xâm lược (1/5/1965)

Nhân dân thủ đô Bucaret (Romania) mít tinh đòi Mỹ chấm dứt chiến tranh ở Việt Nam (30-6-1966)

Sau tháng 5/1971, Gallup dừng việc hỏi câu hỏi này.